# Bujaivka (Lugansk)
Bujaivka (en ucraniano: Бугаївка, romanizado: Buhaivka; en ruso: Бугаевка, romanizado: Bugaevka) es un asentamiento urbano ucraniano perteneciente al óblast de Lugansk. Situado en el este del país, hasta 2020 era parte del raión de Perevalsk, pero hoy es parte del raión de Alchevsk y del municipio (hromada) de Alchevsk. Sin embargo, según el sistema administrativo ruso que ocupa y controla la región, Bujaivka sigue perteneciendo al raión de Perevalsk.
El asentamiento se encuentra ocupado por Rusia desde la guerra del Dombás, siendo administrado como parte de la de facto República Popular de Lugansk y luego ilegalmente integrado en Rusia como parte de la República Popular de Lugansk rusa.

## Geografía
Bujaivka está a orillas del río Bila, 5 km al sureste de Perevalsk y 38 km al suroeste de Lugansk.

## Historia
El pueblo de Bujaivka fue fundado en la década de 1760.
Durante el Holodomor, 145 residentes de Bujaivka murieron de hambre. La localidad fue elevada al estatus de un asentamiento de tipo urbano en 1938.
En 2014, durante la guerra del Dombás, los separatistas prorrusos tomaron el control de Bujaivka y desde entonces está controlado por la autoproclamada República Popular de Lugansk.

## Demografía
La evolución de la población entre 1989 y 2022 fue la siguiente:
| 4952                                                          | 3194 | 3107 | 3006 | 2995 | 2965 |
| (Fuente: Cities & Towns of Ukraine y UKRAINE: Größere Städte) |      |      |      |      |      |

Según el censo de 2001, la lengua materna de la mayoría de los habitantes, el 64,46%, es el ucraniano; del 35,12% es el ruso.